# Dauernde Last
Dauernde Lasten sind wiederkehrende, nach Zahl und Wert nicht gleichmäßige Aufwendungen, die ein Verpflichteter für längere Zeit einem Anderen gegenüber in Geld- oder Sachleistungen aufgrund einer rechtlichen Verpflichtung zu erbringen hat. 
Anders als bei einer Rente fehlt der dauernden Last das Merkmal der Gleichmäßigkeit. Bei Unterhaltsverträgen entfällt die Gleichmäßigkeit schon dann, wenn die Parteien derart auf § 323 ZPO Bezug genommen haben, dass eine Abänderung nicht ausgeschlossen sein soll. Im Klartext bedeutet dies, dass bei einer dauernden Last grundsätzlich die Leistungsfähigkeit des Verpflichteten eine Anpassung der geschuldeten Leistung erlaubt, wenn dies nicht ausdrücklich vertraglich ausgeschlossen ist.
Wird eine dauernde Last als Gegenleistung für eine Betriebsübertragung gewährt, kann der Übernehmer die dauernde Last unter gewissen Voraussetzungen als Sonderausgabe gem. § 10 Abs. 1 Nr. 1 a EStG abziehen (bis einschließlich 2014). Ab 2015 (Abzug gemäß § 10 Abs. 1a EStG) wird der Begriff im Rahmen der Sonderausgaben nicht mehr verwendet.